# Републикански път III-8611
Републикански път IIІ-8611 е третокласен път, част от Републиканската пътна мрежа на България, преминаващ по територията на Пловдивска и Смолянска област. Дължината му е 59,4 km.
Пътят се отклонява наляво при 13,6 km на Републикански път III-861 северно от град Лъки и се насочва на югоизток, нагоре по долината на Белишка река (десен приток на Юговска река, от басейна на Чепеларска река). Преминава през село Белица, завива на юг и продължава нагоре по долината на реката. В изворната ѝ област преодолява Переликско-Преспанския дял на Западните Родопи чрез седловина висока 1385 m, минава през най-западната махала на село Планинско и при село Загражден слиза в долината на Загражденска река (ляв приток на Давидковска река, от басейна на Арда). След това при село Давидково преодолява следващия хребет на Западните Родопи и в южния край на селото слиза в долината на Давидковска река (ляв приток на Арда). Следва ново изкачване на поредния хребет на Западните Родопи и при село Оряховец слиза в долината на река Малка Арда (ляв приток на Арда), където се свързва с Републикански път III-863 при неговия 30,4 km.
Път III-8611: Движението по път III-8611 Белица – Загражден – Давидково в участъка от км 13+500 от Държавно ловно стопанство „Кормисош“ след с. Белица до границата с област Смолян при км 18+431 е ограничено за всички МПС. Срок – целогодишно.
| Пътища, отклоняващи се надясно (населено място, № на пътя, посока на пътя) | km   | Пътища, отклоняващи се наляво (посока на пътя, № на пътя, населено място) |
| -------------------------------------------------------------------------- | ---- | ------------------------------------------------------------------------- |
| Община Лъки, Област Пловдив, III-861, 13,6 km ←                            | 0,0  | ← 13,6 km, III-861, Област Пловдив, Община Лъки                           |
|                                                                            | 1,2  | → общински път (за с. Борово)                                             |
| с. Белица                                                                  | 6,2  | с. Белица                                                                 |
| Община Баните, Област Смолян                                               | 17,8 | Област Смолян, Община Баните                                              |
| с. Планинско                                                               | 22,6 | с. Планинско                                                              |
|                                                                            | 26,2 | → общински път (за с. Рибен дол)                                          |
|                                                                            | 29,7 | → общински път (за с. Две тополи)                                         |
| с. Загражден                                                               | 30,6 | с. Загражден                                                              |
|                                                                            | 37,3 | → общински път (за с. Вълчан дол)                                         |
| (за с. Глогино) общински път ←                                             | 38,5 |                                                                           |
| (за с. Босилково) общински път ←                                           | 43,1 |                                                                           |
| (за селата Манастир и Стърница) общински път, с. Давидково ←               | 44,2 | с. Давидково                                                              |
| с. Давидково                                                               | 47,4 | → с. Давидково, общински път (за с. Дебеляново)                           |
| (за с. Кръстатица) общински път ←                                          | 53,7 |                                                                           |
|                                                                            | 55,9 | → общински път (за с. Траве)                                              |
| (от с. Соколовци) III-863, 30,4 km, с. Оряховец →                          | 59,4 | → с. Оряховец, 30,4 km, III-863 (до с. Баните)                            |